# Royal Mail Ship

Britische Dienstflagge, von den Royal Mail Ships geführt

Royal Mail Ship (oder Steamer), überwiegend abgekürzt R.M.S. oder RMS, wurde dem Schiffsnamen aller Schiffe vorangestellt, die Post der britischen Royal Mail befördern. Die Abkürzung wird seit 1840 verwendet. Die Cunard Line war damals der größte Postverschiffer, alle ihre Schiffe trugen dieses Namenspräfix; auch die Titanic führte diesen Zusatz. Im 20. Jahrhundert hat die Luftpost die Postbeförderung per Schiff weitgehend verdrängt. Nur noch wenige Postschiffe verkehrten auf dem Atlantik, zum Beispiel die St. Helena, welche die Insel St. Helena mit Post belieferte oder die Queen Mary 2, die vor allem als Passagierschiff bekannt ist.
Seit der letzten Reise der St. Helena nach Kapstadt am 10. Februar 2018 gibt es nur noch drei Royal Mail Ships: Die Queen Mary 2, die Segwun und die Scillonian III. Bei letzterer wird das Präfix RMV für „Royal Mail Vessel“ („Royal-Mail-Wasserfahrzeug“) genutzt, das nur für Motorschiffe Anwendung findet.

## Ähnliche Kürzel
- HMS, Her (bzw. His) Majesty’s Ship